# Sawaliw
Sawaliw (ukrainisch Завалів; russisch Завалов Sawalow, polnisch Zawałów) ist ein Dorf im Westen der ukrainischen Oblast Ternopil mit etwa 470 Einwohnern (2001).

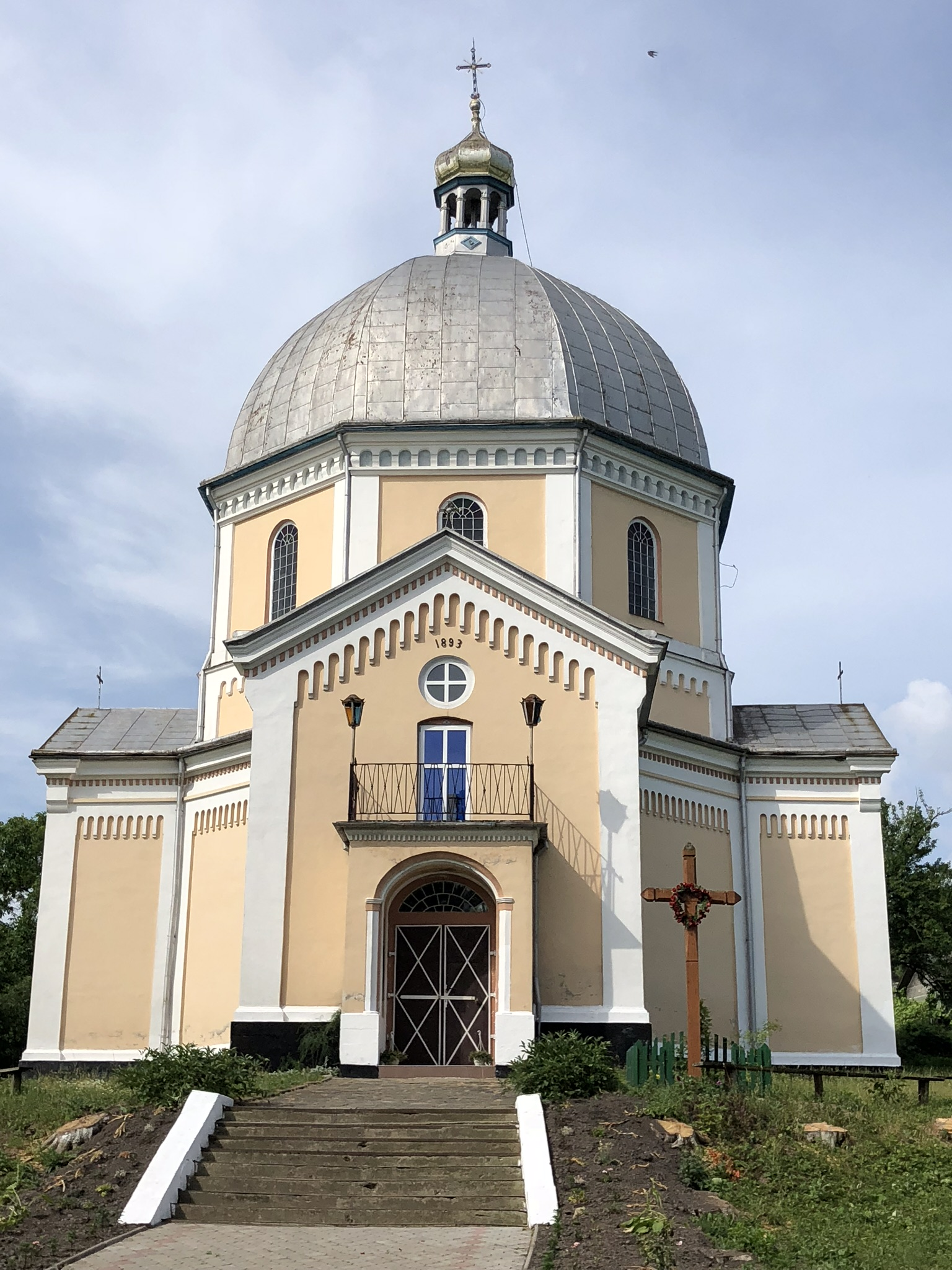
Orthodoxe Sankt-Michael-Kirche von Sawaliw

## Geografische Lage
Die Ortschaft liegt im Westen des Podolischen Hochlands auf einer Höhe von 370 m am rechten Ufer der Solota Lypa, einem 127 km langen, linken Nebenfluss des Dnister.
Sawaliw befindet sich 12 km südwestlich vom ehemaligen Rajonzentrum Pidhajzi und 68 km südwestlich vom Oblastzentrum Ternopil. Durch das Dorf verläuft die Territorialstraße T–09–03, die nach 29 km in südwestliche Richtung zur Stadt Halytsch im Norden der Oblast Iwano-Frankiwsk führt.

## Gemeinde
Am 12. Juni 2020 wurde das Dorf ein Teil der Stadtgemeinde Pidhajzi im Rajon Pidhajzi; bis dahin bildete es zusammen mit den Dörfern Sastawtsche (Заставче, am gegenüberliegenden Ufer), Saturyn (Затурин, flussabwärts gelegen) und Serednje (Середнє, flussabwärts gelegen) die Landratsgemeinde Sawaliw (Завалівська сільська рада/Sawaliwska silska rada) im Südwesten des Rajons Pidhajzi.
Am 17. Juli 2020 wurde der Ort Teil des Rajons Ternopil.

## Geschichte
Die erstmals 1310 schriftlich erwähnte Ortschaft erhielt 1729 das Magdeburger Stadtrecht. 1773 wurde ihr das Stadtrecht entzogen und im neunzehnten Jahrhundert erhielt sie abermals den (inzwischen wieder entzogenen) Status einer Stadt. In Sawaliw gab es im 18. Jahrhundert eine Synagoge. In der zweiten Hälfte des neunzehnten Jahrhunderts besaß Sawaliw 191 Häuser und 1285 Einwohner, darunter 698 griechische Katholiken, 587 römische Katholiken, 12 Deutsche und 17 Juden.
Bis zur ersten polnischen Teilung 1772 lag die Ortschaft in der Woiwodschaft Ruthenien als Teil der Adelsrepublik Polen bzw. des Königreichs Polen und dann unter österreichischer Herrschaft (ab 1867 als Österreich-Ungarn) im Bezirk Podhajce vom Kronland Galizien und Lodomerien. Nach dem Ersten Weltkrieg lag es erneut in Polen (Woiwodschaft Tarnopol, Powiat Podhajce) und ab 1939 in der Ukrainischen SSR innerhalb der Sowjetunion. Von Juli 1941 bis März 1944 wurde es, unter deutscher Besatzung, in den Distrikt Galizien eingegliedert und nach dem Zweiten Weltkrieg kam es wieder zur Sowjetunion. Seit deren Zerfall 1991 ist es Teil der unabhängigen Ukraine.

### Schloss Zawałowie

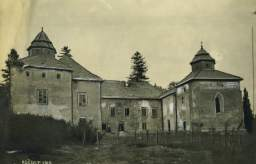
Abgegangenes Schloss Zawałowie

Im Dorf stand bis 1917 ein zu Beginn des 17. Jahrhunderts erbautes Schloss, das während der türkischen Invasion 1675 zerstört und 1689 von Stanisław Jan Jabłonowski wieder aufgebaut wurde. Im Ersten Weltkrieg wurde es 1915 durch Beschuss schwer beschädigt und geplündert und 1917 von der russischen Armee in Brand gesteckt. Das Herrenhaus hatte zwei Stockwerke und drei fünfeckige Ecktürme. In der vierten Gebäudeecke befand sich eine Schlosskapelle.